# Bernat Riera (mercedari)
Bernat Riera o de Riera (segle XIV - després de 1418) va ser un religiós català.
Garí i Siumell indica que Riera havia estat un mercedari mestre en teologia i molt versat en lletres i Sagrades Escriptures. Resident a la cort papal d'Avinyó en l'època del cisma d'Occident, Riera dedicà el llibre De laudibus Benedicti XIII a l'antipapa Benet XIII. Sembla que aquest -Pere de Luna- el creà cardenal per bé que hom ha discutit que el mercedari hagués acceptat el títol o, fins i tot, que el nomenament s'hagués efectuat realment (Garí, 1875, pàg. 253).
Les qualitats de Riera (com a "Mestre en Santa Teologia" i "de gran ciencia, bona vida & loable conversació") feren que el 1402 el rei Martí el recomanés insistentment al Capítol General mercedari, reunit a Lleida, per a regir alguna comanda de l'orde i, efectivament, el mercedari va ser comanador (Garí, 1875, pàg. 253) del convent de la Mercè d'Agramunt durant un temps i s'indica que el 1407 assistí al Capítol General de l'orde mercedari a Valladolid. Des del 1409 o abans, Riera fou comanador del convent de la Mercè de Vic fins que a començaments del 1419 el càrrec passà a Domènec Navarro quan Riera abandonà l'orde de la Mercè per fer-se carmelità.